# GNOME Games
GnomeGames és el paquet de jocs de l'escriptori GNOME.
Conté els següents jocs:
- Aisleriot: Conjunt de més de 80 jocs de cartes solitaris.
- GNOME Mahjongg: El tradicional joc xinès per a un sol jugador.
- glChess: Un joc d'escacs amb suport 2D i 3D,
- Mines: Versió del joc Pescamines.
- GnomeSudoku: Versió del joc Sudoku.
- Nibbles: Variant del joc de la serp. Hi poden jugar fins a quatre persones
- Cinc o més: S'han de moure boles d'un tauler per aconseguir alinear-les i que desapareguin.
- Robots: Joc de lògica on has d'aconseguir escapar dels robots.
- Quatre en ratlla: El joc de col·locar peces d'un mateix color i aconseguir col·locar-ne quatre d'alineades.
- Same Gnome: Consisteix a eliminar boles del mateix color.
- Gnometris: Versió del famós trencaclosques Tetris.
- Tali: Antic joc romà, una variant del pòker amb daus.
- Iagno: Versió per a l'escriptori GNOME del clàssic joc Reversi.
- Tetravex: Trencacloques on has de posar els quadrats tenint en compte els números que contenen.
- Klotski: Trencaclosques de peces lliscants.
- Blackjack: Versió del clàssic joc de cartes Blackjack[2]

## Imatges

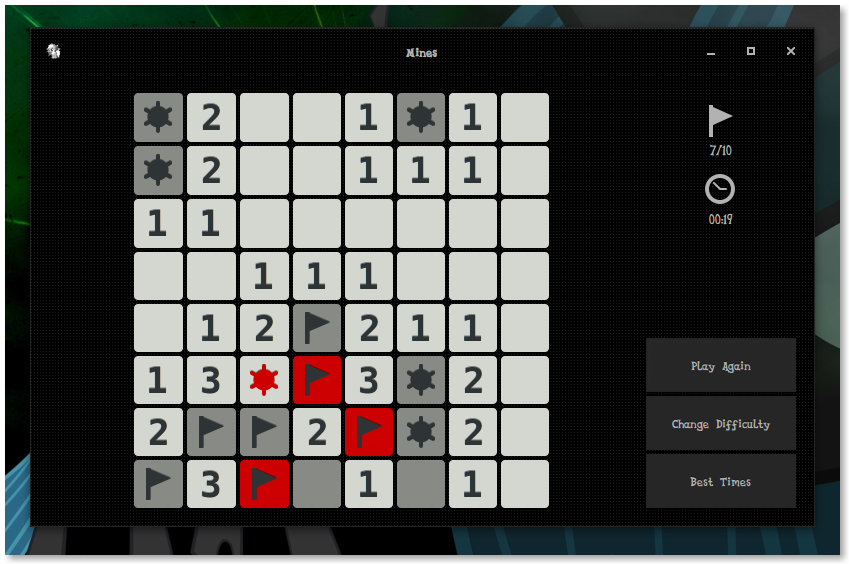
Pescamines del GNOME
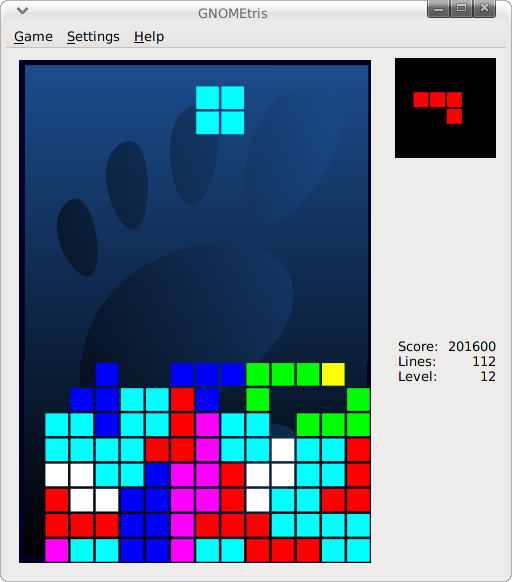
GNOMEtris
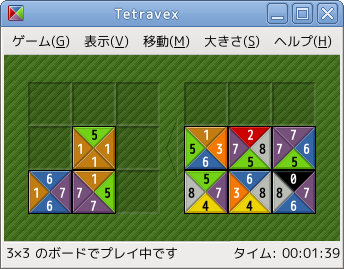
Tetravex
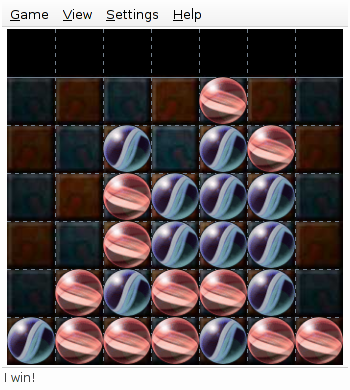
Quatre en ratlla
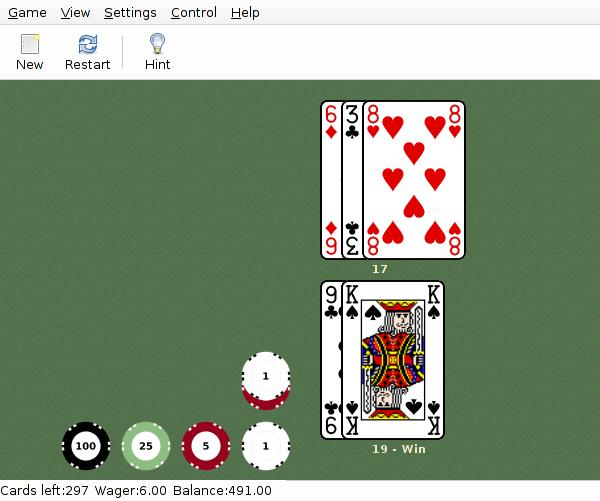
Blackjack
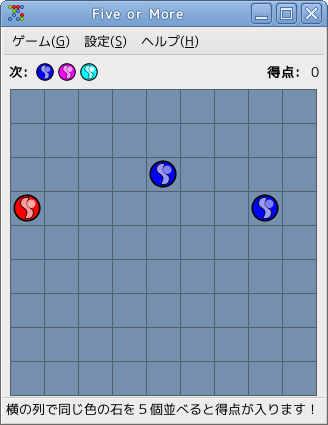
Cinc o més
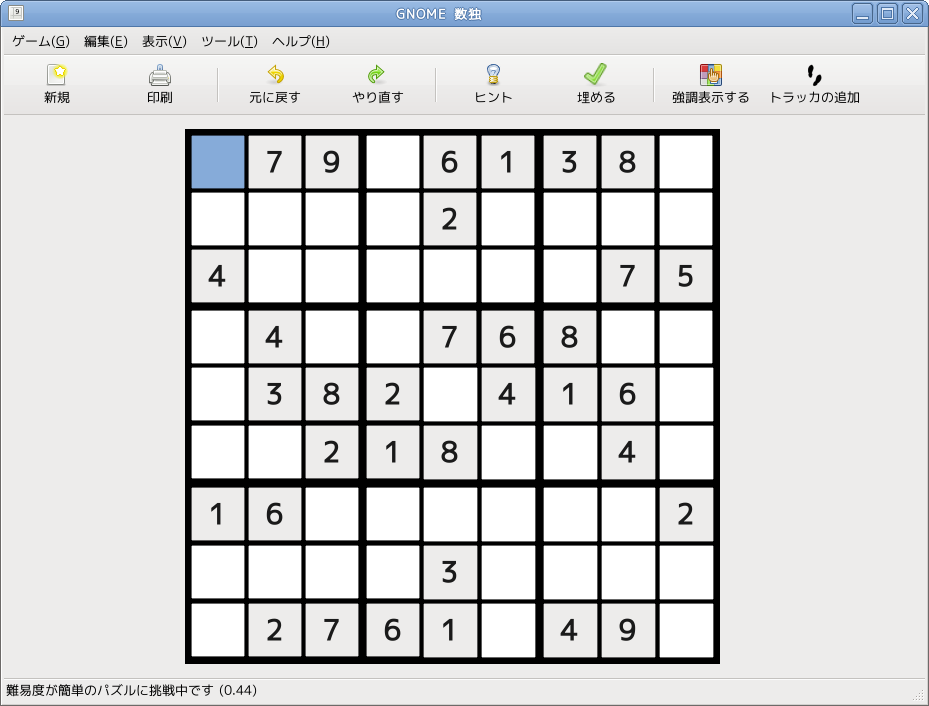
GSudoku
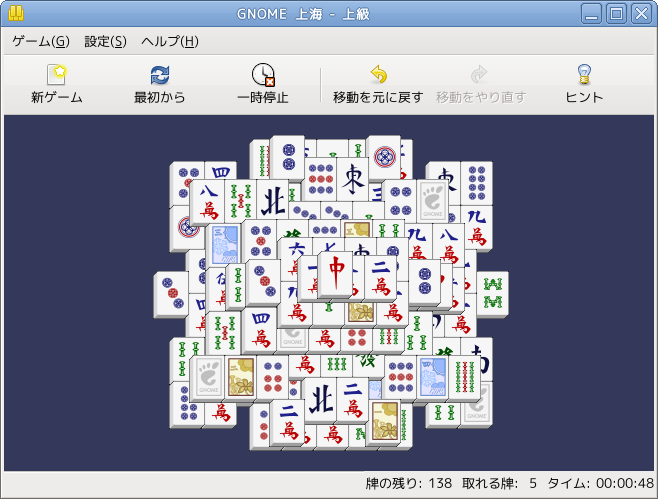
Mahjongg
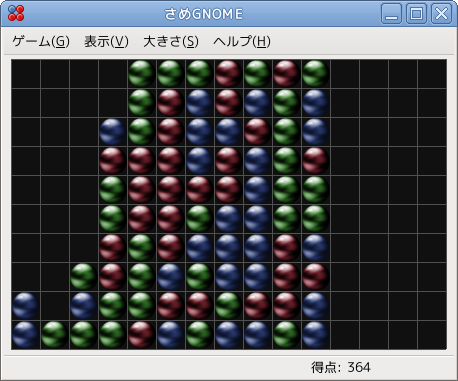
Same
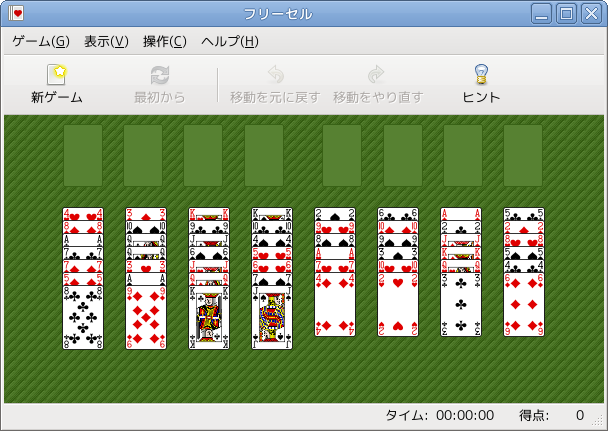
AisleRiot
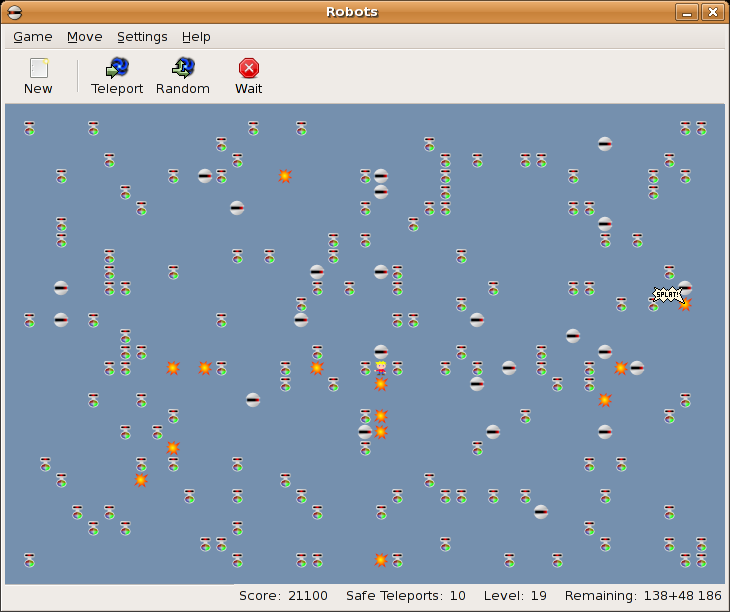
Robots
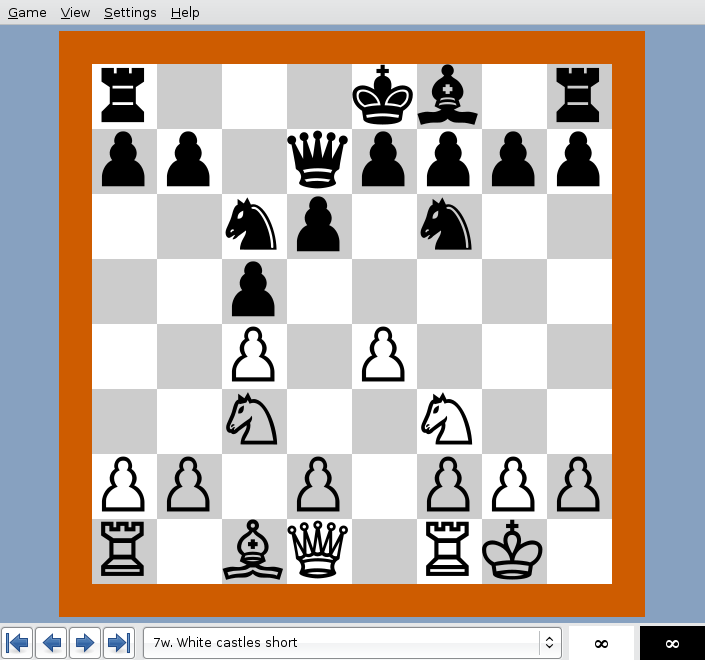
Escacs
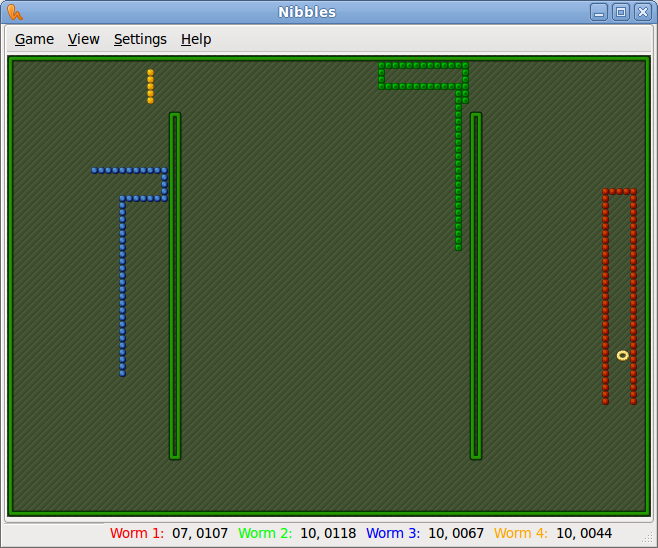
Nibbles
Klotski
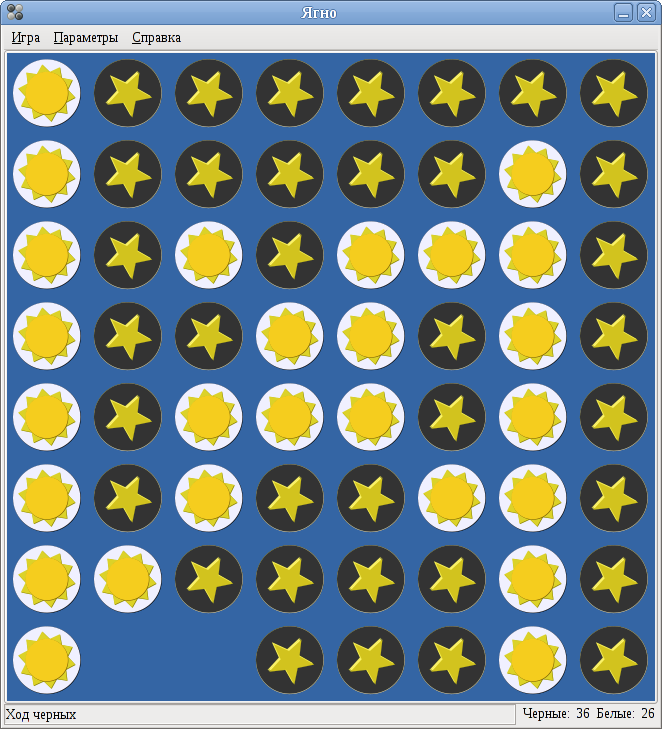
Iagno
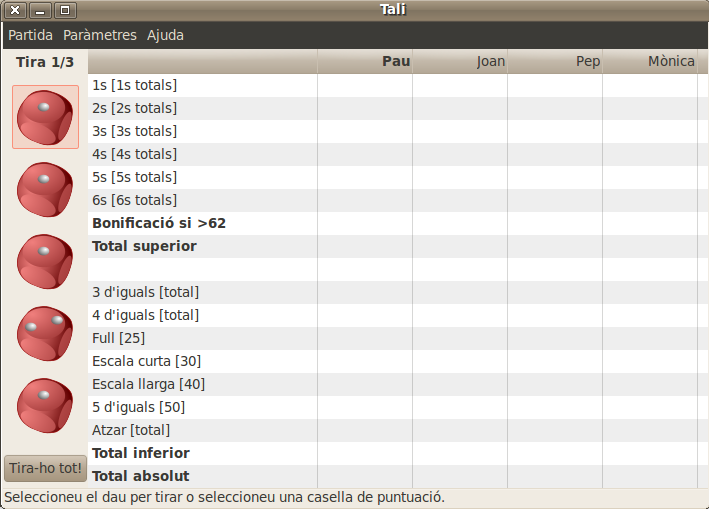
Tali